# 槎山千真洞石刻
槎山千真洞石刻，是一座位于山东省威海市荣成市人和镇响湾村槎山的石窟寺及石刻，為一個省級文物保護單位，於1992年6月12日，由山东省文物保护单位宣佈成為省級保護文物。